# Ruben Allinger
Ruben Allinger, född 23 december 1891, död 9 januari 1979, var en svensk ishockeyspelare.
Han spelade för Djurgårdens IF mellan åren 1922 och 1931. Han vann SM-guld med Djurgården 1926. Han deltog i Sveriges herrlandslag i ishockey vid de Olympiska vinterspelen 1924 där Sverige slutade fyra.
Ruben är farfar till musikern och hammondorganisten Kjell Allinger.